# Ligne RL4 des Rodalies de Catalunya
La ligne RL4 est une ligne du réseau de Rodalies de Catalunya exploitée par Renfe Operadora. Elle relie les gares de Lérida Pyrénées et de Terrassa-Nord en passant par la ligne de Lérida Pyrénées à L'Hospitalet de Llobregat (220).
La ligne a été mise en service le 15 décembre 2024 après des années de demandes du territoire pour créer une ligne de banlieue sur cette ligne ferroviaire. 
Avec la ligne RL3, elles forment le réseau de trains de banlieue de Lérida.

## Liste des gares
| Gare                            | Municipalité             | Correspondances | Services |
| ------------------------------- | ------------------------ | --------------- | -------- |
| Terrassa-Nord                   | Terrassa                 |                 |          |
| Sant Vicenç de Castellet        | Sant Vicenç de Castellet |                 |          |
| Manresa                         | Manresa                  |                 |          |
| Rajadell                        | Rajadell                 |                 |          |
| Aguilar de Segarra              | Aguilar de Segarra       |                 |          |
| Seguers - Sant Pere Sallavinera | Sant Pere Sallavinera    |                 |          |
| Calaf                           | Calaf                    |                 |          |
| Sant Martí Sesgueioles          | Sant Martí Sesgueioles   |                 |          |
| Sant Guim de Freixenet          | Sant Guim de Freixenet   |                 |          |
| Cervera                         | Cervera                  |                 |          |
| Tàrrega                         | Tàrrega                  |                 |          |
| Anglesola                       | Anglesola                |                 |          |
| Bellpuig                        | Bellpuig                 |                 |          |
| Castellnou de Seana             | Castellnou de Seana      |                 |          |
| Golmés                          | Golmés                   |                 |          |
| Mollerussa                      | Mollerussa               |                 |          |
| Bell-lloc d'Urgell              | Bell-lloc d'Urgell       |                 |          |
| Lérida Pyrénées                 | Lérida                   |                 |          |